# 部民制
部民制是日本大和時代的社会制度。4世纪末开始，大和王权将日本列島上的被征服者和大陆移民，以及一部分战俘和罪犯编为部民，从事某一特定职业，并隶属皇室或豪族。部民制是大和王权的经济基础，部民不受中央朝廷的直接管辖，而是通过豪族间接统治 (皇室也是豪族之一)。部民只能赠与，不能买卖或随意杀害。大化改新后部民制取消，但仍然有主管官署下属少数品部和杂户；边远地区亦仍存在部落民。
“部”的名称一般为主人名、职业名。“部民”一词源于中国的部曲。部民组织一般由低级氏族领导，称为伴造，可以世袭。众多部民种类中，在皇室领地内劳作的田部和贵族领地农庄中的部民数量最多。部曲常以所属贵族的氏名命名，如大伴部、苏我部，“部”的名称很多成为今日的日本姓氏。

## 分类
大和時代众多部民种类主要分为三大类：
- 職業部：负责具体职业，例如：田部、錦織部、土師部、弓削部。
- 御名代：与宫廷工作有关的部民，是在大王周围担任警备、食膳处理等工作的豪族子弟。
- 豪族部：在贵族领地农庄中的部民，以所属贵族的氏名命名，如大伴部、苏我部。

所有的部合称“品部”，即“诸部”的意思。另外一个部可以同时是职业部和豪族部，例如：土師部既是负责土器制作的職業部，也是豪族土師氏所属的部民。

## 历史

### 起源
大和王权的上层豪族是以氏姓制度为纽带组织，通过赐“姓”，氏族与大王之间形成了隶属与奉仕的关系。在这种关系的基础上，氏族的领袖获得了在朝廷中担任官职的资格，并享有世袭的权利。在5世纪左右，畿内及其周边的中小豪族被组织起来，作为「伴」，世袭地分担宫廷的各种职务，如殿守、水取、掃守和門守等。这种「伴」制度的发展，导致在5世纪后期，进一步形成了伴造率领伴的体制。

### 普及
随着大和王权介入朝鮮半島政治，大和王权的军事压力增加，527年磐井之乱后屯倉制和部民制在日本扩张，特别是九州地区设立了大量军事性部民。后来部民制度扩张到职业，同时豪族被允许管辖部民。各种虽然部民直属豪族，大和王权的朝廷只能通过豪族间接统治，但形式上部民和管理部民的权力是朝廷赐予的，从朝廷的角度来看，部民并不是豪族的私有民。

### 终结
7世纪中期后，随着日本律令制的实施，各种「部」逐渐被废止，670年（天智9年）编制日本首个户籍庚午年籍之后，所有人民都被登记在户籍中，受中央直接管辖，此后「部」的名称仅作为个人的姓氏保留下来。不过一部分旧有的「部民」被重新编为品部和杂户，以确保武器、奢侈品生产以及特殊技艺的传承。
这些具备特殊技能的部民被隶属到各类政府机关中，并以免除或减轻赋税为交换，要求他们世袭地在工房内工作，将生产物品上缴政府或传授技艺。这一制度确保了政府能够稳定地获取必要的特殊技艺和产品。品部和杂户虽然在户籍上属于良民，但一般公民将他们视为贱民般歧视。8世纪后半由于生产力发展，品部、杂户制度逐渐解体。